# Estepa de Oriente Próximo
La estepa de Oriente Próximo es una ecorregión de la ecozona paleártica, definida por WWF, que se extiende desde el norte de Irak, a través de Siria y el sureste de Turquía, hasta el centro-oeste de Jordania.

## Descripción
Es una ecorregión de pradera que ocupa 132.300 kilómetros cuadrados de estepa arbustiva abierta en el norte de Irak, el centro y suroeste de Siria, el oeste de Jordania y una pequeña zona en el sureste de Turquía.

## Fauna
Hay una gran diversidad de aves, entre las que cabe citar dos especies vulnerables: la cerceta pardilla (Marmaronetta angustirostris) y el cernícalo primilla (Falco naumanni).

## Estado de conservación
Vulnerable.